# سرود ملی کنیا
سرود ملی کنیا که ای خداوند همهٔ آفرینش (به زبان سواحلی: Ee Mungu Nguvu Yetu) نام دارد توسط کمیسیونی متشکل از پنج تن از مردم محلی به رهبری یک مشاور موسیقی کنیا ترتیب داده شده‌است.
آهنگ آن بر پایه آوازی سنتی که مادران پوکومو برای کودکانشان می‌خواندند تنظیم شده‌است.